# Psilopa flavida
Psilopa flavida är en tvåvingeart som beskrevs av Daniel William Coquillett 1900. Psilopa flavida ingår i släktet Psilopa och familjen vattenflugor. Inga underarter finns listade i Catalogue of Life.